# Spinnerei Brändlin

Luftbild der Spinnerei Gebrüder Brändlin (Datum der Aufnahme: zwischen 1918 und 1937)

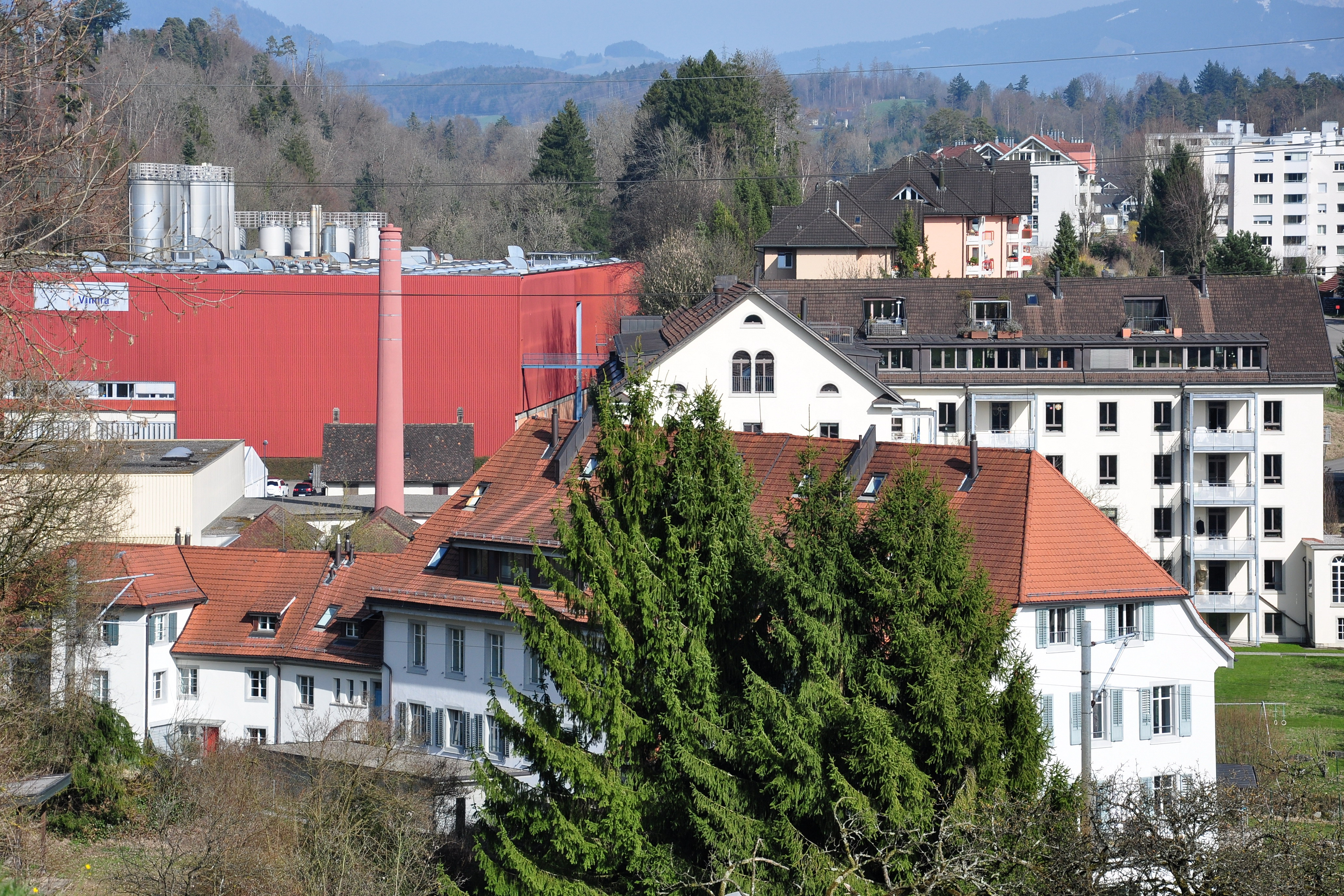
Das ehemalige Fabrikareal der Spinnerei Brändlin (2011)

Die Spinnerei Brändlin (ehemals Spinnerei Gebrüder Brändlin) ist ein ehemaliger Spinnereibetrieb in Jona, einem Ortsteil der Schweizer Gemeinde Rapperswil-Jona im Kanton St. Gallen.

## Lage
Der Gebäudekomplex liegt an der Holzwiesenstrasse 33, 35 und 37 an der Jona, einem Fluss in den Schweizer Kantonen Zürich und St. Gallen, nach dem der gleichnamige Ortsteil von Rapperswil-Jona benannt ist. Das Fabrikgelände des 1993 stillgelegten Fabrikationsbetriebs wird teilweise von Gewerbebetrieben, überwiegend aber seit 2003 als Wohnraum genutzt. 

## Geschichte

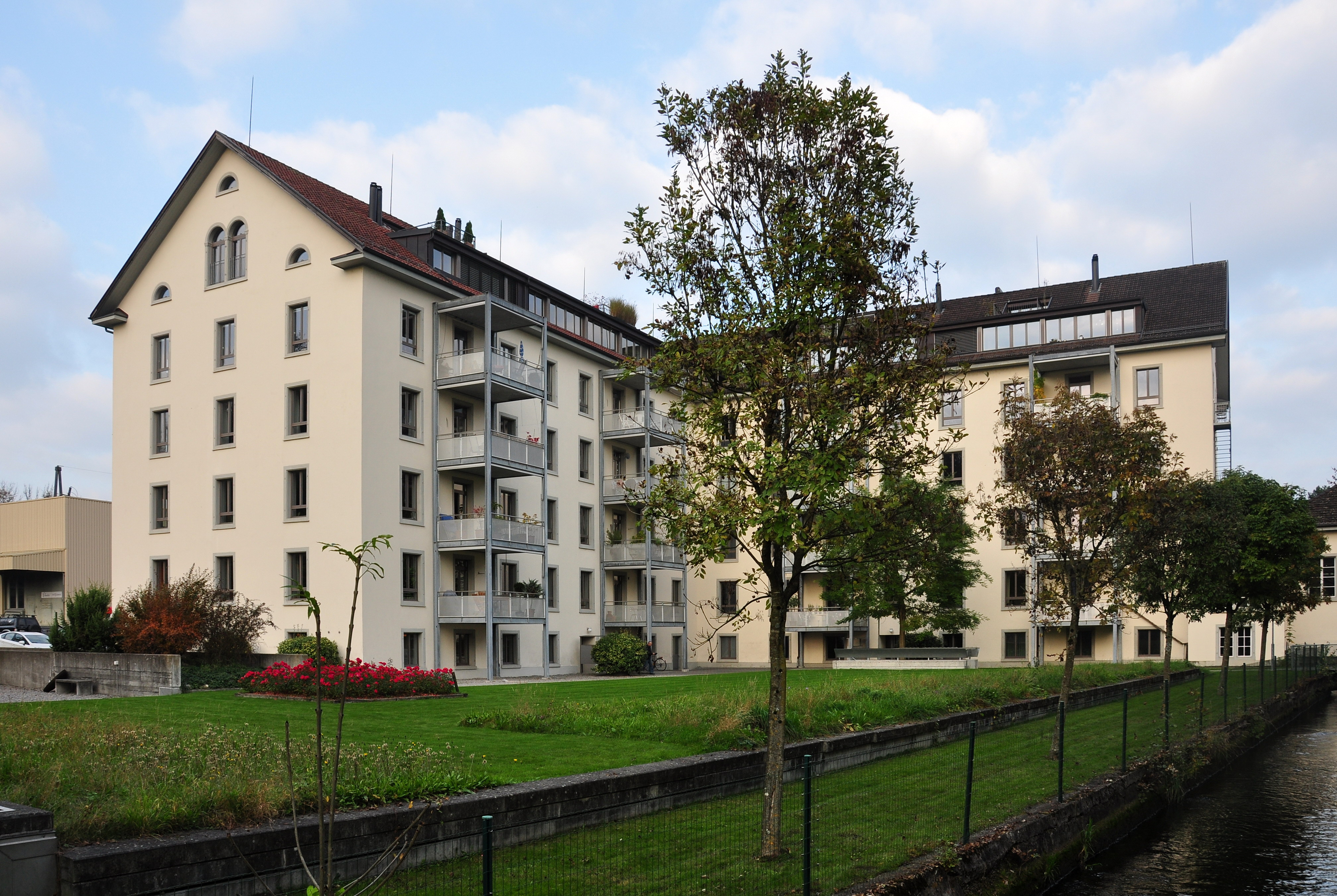
Umnutzung der historischen Industrieanlagen zum Wohnraum

1803 erwarb der aus Wattwil stammende Baumwollhändler Christian Näf die 1563 erbaute Hammerschmiede an der Spinnereistrasse 40 samt den Wasserrechten am Stadtbach Rapperswil und baute sie mit seinem Schwiegersohn Jakob Braendlin-Näf zu einer der ersten mechanischen Baumwollspinnereien in der Schweiz aus. 1808 mietete Brändlin-Näf die benachbarte, 1695 erbaute Papiermühle an und betrieb auf eigene Rechnung einige Spinnmaschinen. 1811 gründete er mit seinen Brüdern Heinrich, Rudolf und Johannes im Jahr 1811 die „Kollektivgesellschaft Gebrüder Braendlin“, zwecks Betriebs einer Spinnerei in Rapperswil und des Gasthofs Sonne in Stäfa, der ihren Eltern gehörte. Das Gebäude und die Wasserkonzession aus dem Jahr 1563 gingen im Jahr 1817 an Johannes Hürlimann-Burkhard über. Bis 1819 lieferte die Wasserkraft des Stadtbaches genügend Energie, um 4000 Spindeln zu betreiben; ab 1826 waren es bereits 8000 mechanisch betriebene Spindeln, für die zusätzliche Energie benötigt wurde. Dafür wurde 1826 vom Lattenbach eine Wasserleitung zum heute noch bestehenden Wasserhaus erstellt, mit einem Wasserrad an seiner Ostseite, beim neu errichteten Westtrakt am linken Ufer der Jona. 1832 beteiligten sich die Brüder zu 50 % am Kapital der neugegründeten Spinnerei Uznaberg. 1838 konnte mit der Erschliessung weiterer Wasserressourcen die Spinnerei auf 18000 Spindeln vergrössert werden, um 1856 erfolgte der Ausbau auf 20000 mechanisch betriebene Spindeln, indem das 1850 erstellte Wasserrad mit 11 Metern Durchmesser durch zwei Jonval-Turbinen der Firma André Koechlin ersetzt wurde. Zusammen mit den Werken im benachbarten Ermenswil und in Uznaberg besassen die Gebrüder Brändlin den zweitgrössten Spinnereibetrieb der Schweiz. 
Mit dem ständigen Ausbau des Betriebs und dem damit verbundenen Zuzug von zahlreichen Arbeitern und ihrer Familien, erreichte die seit 1802 eigenständige, ehemalige Hofgemeinde von Rapperswil um das Jahr 1837 eine grössere Bevölkerungszahl als die einstige Herrenstadt. Mit der zunehmenden Industrialisierung wurde gleichzeitig die Mehrzahl der sich in Rapperswil ansiedelnden Fabrikanten Bürger von Jona, wo sie noch ausreichend Land erwerben konnten, und so entstand bereits 1822 die grosszügig angelegte Fabrikantenvilla Grünfels, gebaut im Auftrag von Jakob Braendlin-Näf in unmittelbarer Nähe des Fabrikgeländes. Um 1850 beschäftigte das Unternehmen rund 300 Arbeitskräfte, davon etwa 90 Frauen und 150 Kinder und Jugendliche im Alter von 12 bis 18 Jahren – siehe auch Kinderarbeit in der Schweiz – jeweils 13 Stunden an sechs Arbeitstagen pro Woche.
Nach Jahrzehnten kontinuierlichen Wachstums, erfolgte in den frühen 1980er-Jahren ein deutlicher Auftragsrückgang durch die Auslagerung der Textilindustrie in sogenannte Niedriglohnländer, und 1993 stellte das Familienunternehmen nach fünf Generationen seinen Betrieb ein. Bis 2003 erfolgte die Umnutzung des Grossteils der historischen Industrieanlagen als Wohnraum.

## Stadtbach und Brändlin-Kanal

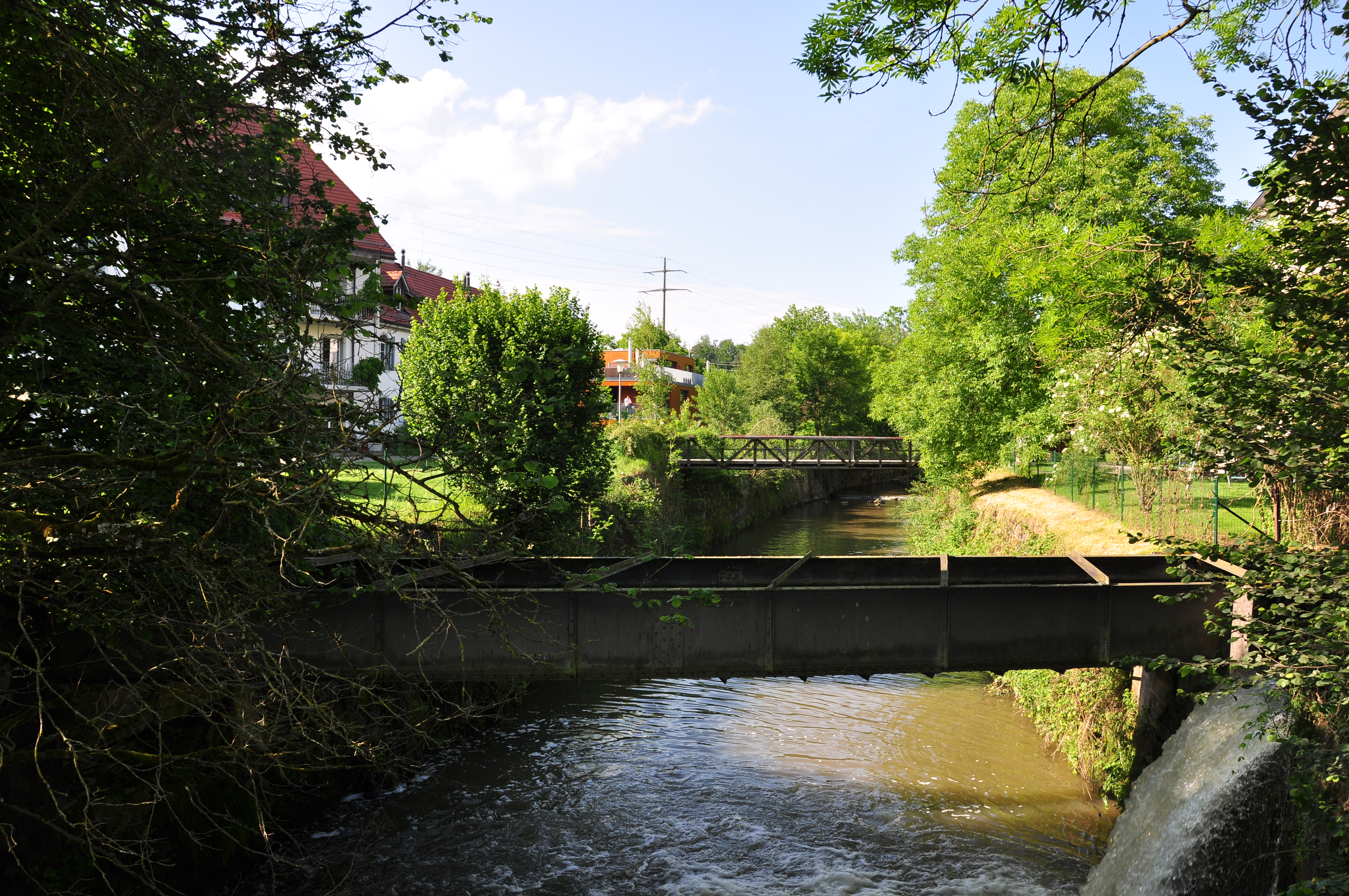
Querung des Brändlin-Kanals über die Jona

Beim „Hackennest“ in Jona liessen die Gebrüder Brändlin um 1838 ein Wehr in der Jona errichten, das einen Teil des Wassers in einen Kanal ableitete und mittels eines Tunnels den Aspwald unterquerte. Hier mündete der Stollen in den Brändlinweiher bei der Tägernau und wurde über einen weiteren Kanal bis zum Gelände der Spinnerei geleitet. Im 19. Jahrhundert lieferte ein grosses Wasserrad die Energie für die Spinnerei und das Wasser mittels eines weiteren Kanals über die Jona zu einem Wehr beim Gebäude der Elektrizitätswerke Rapperswil-Jona geführt, wo sich Stadtbach und der Fabrik-Kanal vereinigen und überschüssiges Wasser wieder in den Fluss gelangt. Unter Johannes Hürlimanns ältestem Sohn, Johannes Hürlimann-Brändlin, wurde der Jona-Kanal im Jahr 1845 auf die westliche Seite der Spinnereistrasse verlegt. Mit dieser baulichen Massnahme erhielten der Stadtbach und der Brändlin-Kanal ihre heutige Streckenführung entlang der Spinnereistrasse.